# ردغة

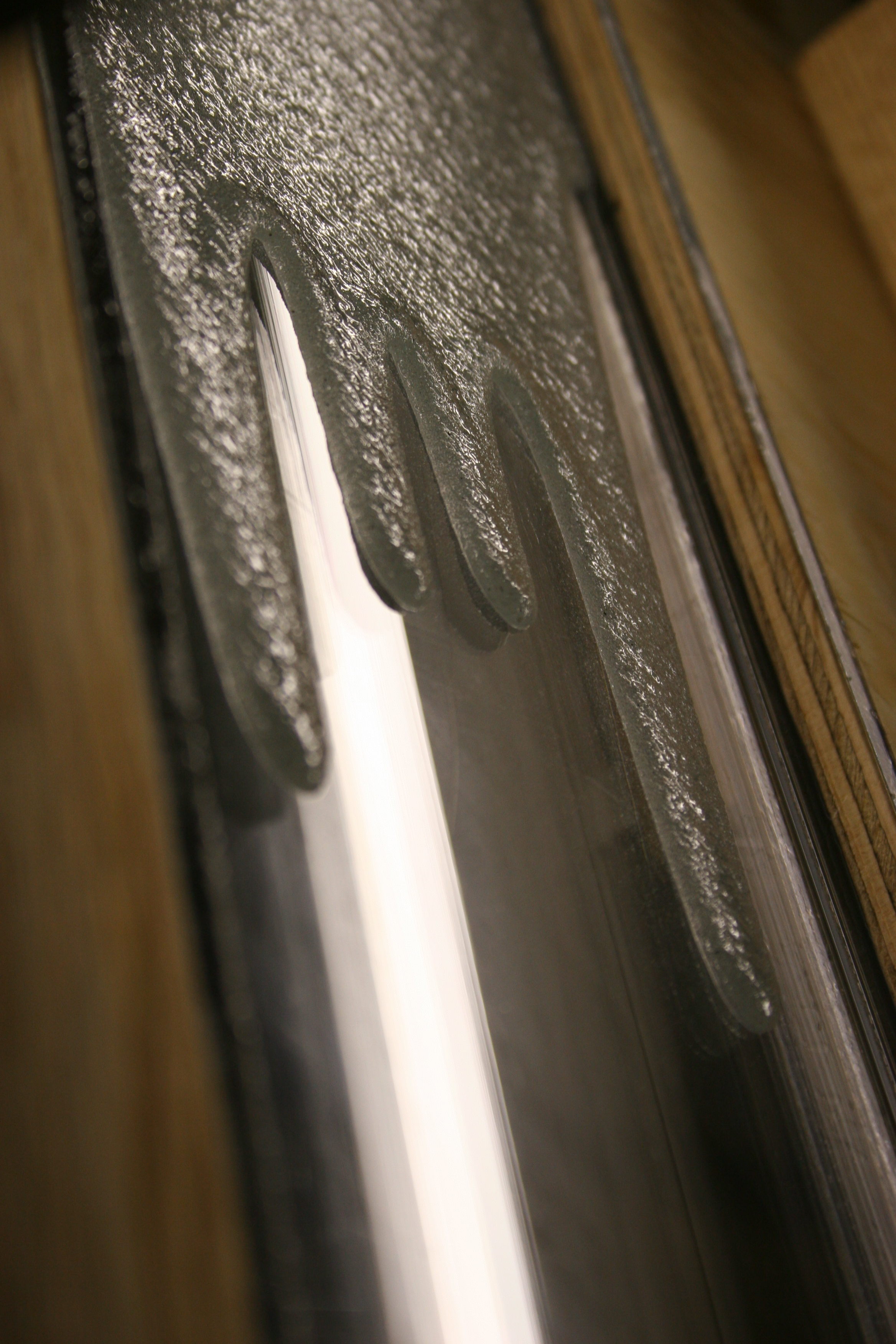
ردغة مكونة من حبيبات الزجاج في زیت السليكون تتدفق إلى الأسفل على سطح مائل

الردغة (ملاحظة 1) هي طين مختلط رقيق أو إسمنت أو في الاستخدامات الموسعة أي مزيج من السوائل من مواد صلبة مسحوقة مع سائل (غالبا الماء)، غالباً تستخدم كمادة لاصقة لتثبيت الأجسام الصلبة. قد تكون الردغة في بعض الحالات مائع سميك، تتدفق الردغة بقوة الجاذبية لكن يمكن استخدام المضخات إذا كان رقيقاً.

## أنواع
أنواع الردغة:
- ردغة الإسمنت ، وهي خليط من الإسمنت والماء وإضافات متنوعة جافة وسائلة تستخدم في الصناعات النفطية والصناعات الأخرى.[2][3]
- ردغة التربة/إسمنت، وتسمى أيضاً بالمادة المتحكمة قليلة الصلابة (بالإنجليزية: Controlled Low-Strength Material)‏ ، الحشوة المتحركة (بالإنجليزية: flowable fill)‏، حشوة متحكمة كثيفة (بالإنجليزية: controlled density fill)‏،بلاستيك إسمنت-تربة (بالإنجليزية: plastic soil-cement)‏، ك-كريت (بالإنجليزية: K-Krete)‏ والعديد من الأسماء الأخرى.[4]
- خليط من المثخن، والمؤكسدات، والماء لتشكيل الجل الانفجاري (بالإنجليزية: Water gel explosive)‏.
- خليط من صخر بركاني فتاتي، طمي الصخور ، والماء الذي ينتج عن الثوران البركاني أو مايعرف بالاهار
- خليط من بنتونيت والماء يستخدم لصنع جدران الردغة
- ردغة الفحم، خليط من بقايا الفحم والماء، أو من الفحم المسحوق والماء.
- ردغة الزيت ، أعلى نقطة غليان في وحدة التكسير الحفزي في مصفاة النفط.يحتوي على كمية كبيرة من الحفازات ، وتكوين الرسابة والتي تسمى بالردغة .
- خليط من عجينة الخشب والماء التي تستخدم في صناعة الورق.
- ردغة السماد، خليط من بقايا الحيوانات والمادة العضوية، وفي بعض الأحيان تسمى الماء بالردغة في الاستخدامات الزراعية ، ويستخدم كسماد بعد تخميره في وعاء الردغة.
- ردغة اللحم ، وهي خليط من راسب اللحم الجيد والماء، يصفى من الماء بطريقة الطرد المركزي ويستخدم كطعام.
- مادة كاشطة تستخدم في الصقل الميكانيكي-الكيميائي (بالإنجليزية: chemical-mechanical polishing)‏.
- ردغة الجليد، خليط من بلورات الجليد، مثبط لنقطة التجمد، والماء.
- خليط من المواد الأولية والماء يدخل في طاحونة الخام (بالإنجليزية: Rawmill)‏ أثناء عملية تصنيع الإسمنت البورتلاندي.
- خليط من المعادن والماء والإضافات يستخدم في صناعة الخزف.
- قرص دواء (بالإنجليزية: Bolus)‏ مصنوع من طعام تم مضغه مع اللعاب.[5]

## هوامش
- ملاحظة 1 المرادفات: طين رخو؛ طين رقيق القوام؛ طين سائل؛ رَوْبَةٌ.[6]

## وصلات إضافية
- Bonapace, A.C. A General Theory of the Hydraulic Transport of Solids in Full Suspension
- Ravelet, F., Bakir, F., Khelladi, S., Rey, R. (2012). Experimental study of hydraulic transport of large particles in horizontal pipes. Experimental thermal and fluid science.
- Ming, G., Ruixiang, L., Fusheng, N., Liqun, X. (2007). Hydraulic Transport of Coarse Gravel—A Laboratory Investigation Into Flow Resistance.